# Uitamonjärvi
Uitamonjärvi är en sjö i kommunen Multia i landskapet Mellersta Finland i Finland. Sjön ligger 140,8 meter över havet. Den är 15 meter djup. Arean är 51 hektar och strandlinjen är 5,84 kilometer lång. Sjön  ingår i Kumo älvs huvudavrinningsområde.   Den ligger omkring 51 kilometer väster om Jyväskylä och omkring 250 kilometer norr om Helsingfors. 